# جيمس ويلفورد جارنر
جيمس ويلفورد جارنر (بالإنجليزية: James Wilford Garner)‏ هو عالم سياسة ومؤرخ أمريكي، ولد في 22 نوفمبر 1871، وتوفي في 9 ديسمبر 1938.